# Pandanus pectinatus
Pandanus pectinatus är en enhjärtbladig växtart som beskrevs av Ugolino Martelli. Pandanus pectinatus ingår i släktet Pandanus och familjen Pandanaceae. Inga underarter finns listade.